# 七寺
七寺（ななつでら）は、愛知県名古屋市中区大須2丁目28-5にある真言宗智山派の準別格本山の寺院。山号は稲園山。本尊は観音菩薩・勢至菩薩。正式名称は稲園山正覚院長福寺（ちょうふくじ）。

## 歴史

### 海東郡萱津における創建
寺伝によれば、天平7年（735年）、行基によって尾張国海東郡萱津（現・愛知県あま市）に開かれたのに始まる。当時の寺名は正覚院と称した。
延暦6年（787年）12月、紀是広が7歳で亡くなった我が子を弔う為に、7区の仏閣と12の僧坊からなる七堂伽藍を建立したことから、以後、これに因んで七寺と呼ばれるようになった。七堂伽藍は仁和3年（887年）の水害や天慶4年（941年）の兵火により荒廃した。

### 中島郡時代
仁安2年（1167年）、勝幡城城主・尾張権守大中臣安長が娘の菩提を弔うため、婿であった豊後守親実と共に計らって寺を中島郡（現・稲沢市七ツ寺町）に移し、七堂伽藍と12僧坊を再建した。
安長は安元元年（1175年）から治承2年（1178年）にかけて一切経を書写させると共に、阿弥陀如来像と観音菩薩・勢至菩薩像を奉納し、寺の名を稲園山長福寺と改めたが、安長が建立した寺塔のほとんどは建武の乱の戦火で焼失してしまった。

### 清洲時代
天正19年（1591年）、豊臣秀吉の命を受けた清洲の豪族・鬼頭孫左衛門吉久が清洲に寺を移して本堂を再建し、中島郡大塚村の性海寺の住僧であった良圓を迎えて中興開山とし、復興を行った。

### 大須時代
慶長16年（1611年）秋、徳川家康の清洲越しの命によって、本堂が清洲から大須に移築され、かつて失われた諸堂も再建された。元禄13年（1700年）には尾張藩第2代藩主徳川光友により三重塔が再建され、享保15年（1730年）より尾張徳川家の祈願所となった。
境内には芝居小屋や茶店が建ち並び、多くの露店・出店なども建ち並び、縁日なども行われて多くの人達で賑わっていたという。当時の大須界隈にあっては大須観音や名古屋御坊（西本願寺）を凌ぐ寺勢を誇ったともいう。

#### 近代

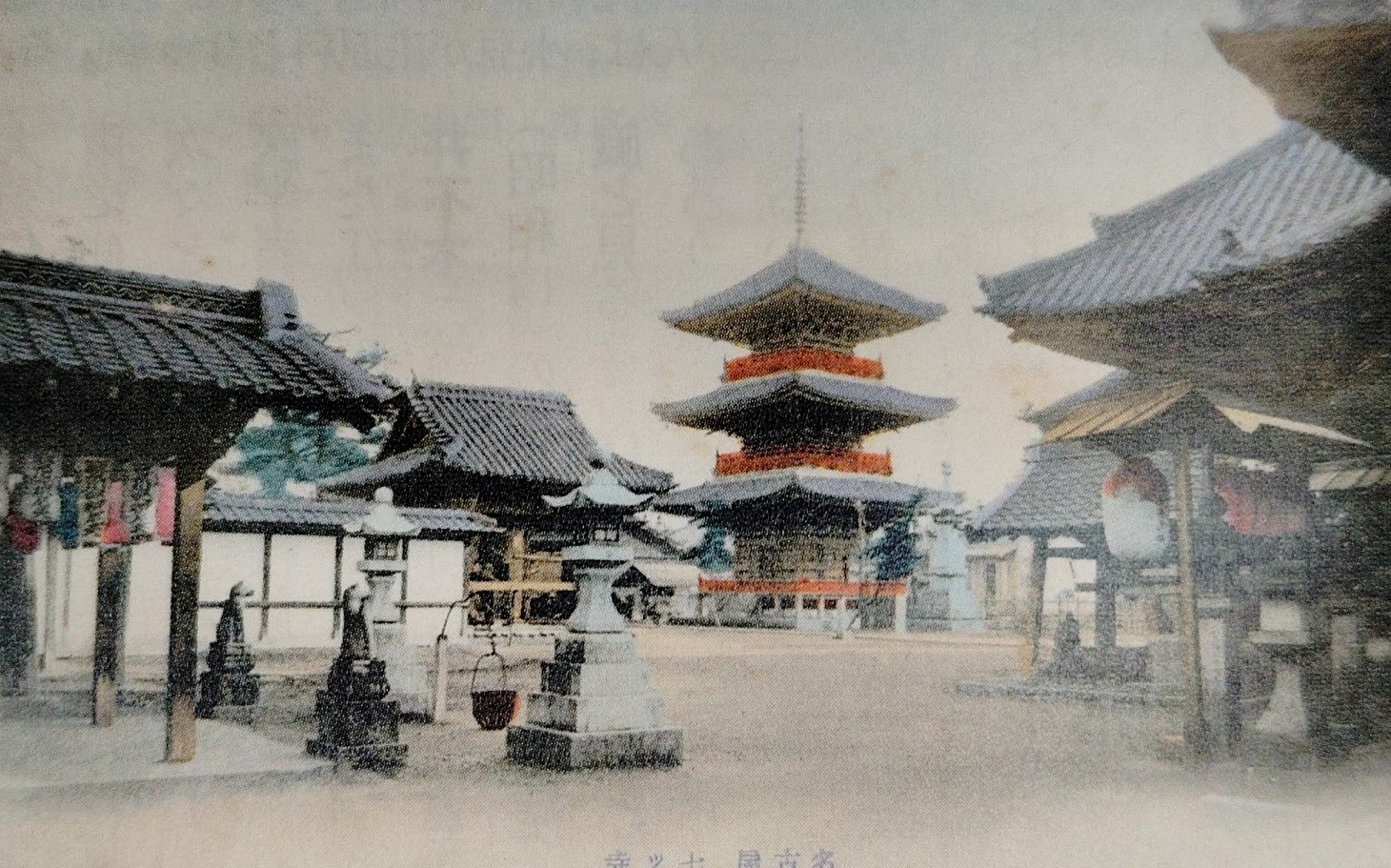
戦前の境内

1879年（明治12年）、総本山智積院の末寺となった。
1892年（明治25年）3月22日の大須大火では大須観音の五重塔が焼失したため、七寺の三重塔は大須の家並の上に抜きんでてそびえる唯一の塔となった。明治時代の境内には本堂、三重塔、大師堂、聖天堂、弁天堂、十王堂、御影堂、転法輪蔵、吒枳尼天堂、庫裏などが並んでいた。1900年（明治33年）には本堂、平安末期の弥陀三尊仏、唐橿入一切経が国宝（旧国宝）に指定された。
1892年（明治34年）10月15日に七堂伽藍の境内に愛知教育博物館が開館された。しかし1910年（明治43年）に愛知教育博物館は取り壊され、愛知県商品陳列館が開設（愛知県商品陳列館は1934年に取り壊し）。1911年（明治44年）には準別格本山に昇格した。
東西の大通りである岩井通（現・大須通）を開通させるために、境内南端部が土地区画整理事業の対象となり、1922年（大正11年）になると睦連界隈が立ち退きの対象となった。
太平洋戦争末期の1945年（昭和20年）3月19日、名古屋大空襲で本堂や三重塔など経蔵以外の七堂伽藍全てが焼失した。弥陀三尊仏のうち、観音菩薩と勢至菩薩の2躯は持ち出して焼失を免れた。

#### 現代
戦後には大須観音などと共に大須の住民や関係者などから七寺再建の期待が上がったが、資金難など様々な理由で七堂伽藍の再建は難しく、境内のほとんどは戦後復興に伴う再開発で大須の町の一部となった。三重塔や芝居小屋などがあった場所には、駐車場、ビル、飲食店などが建ち並んでいる。

## 境内
- 本堂
- 吒枳尼天堂
- 庫裏
- 稲荷社

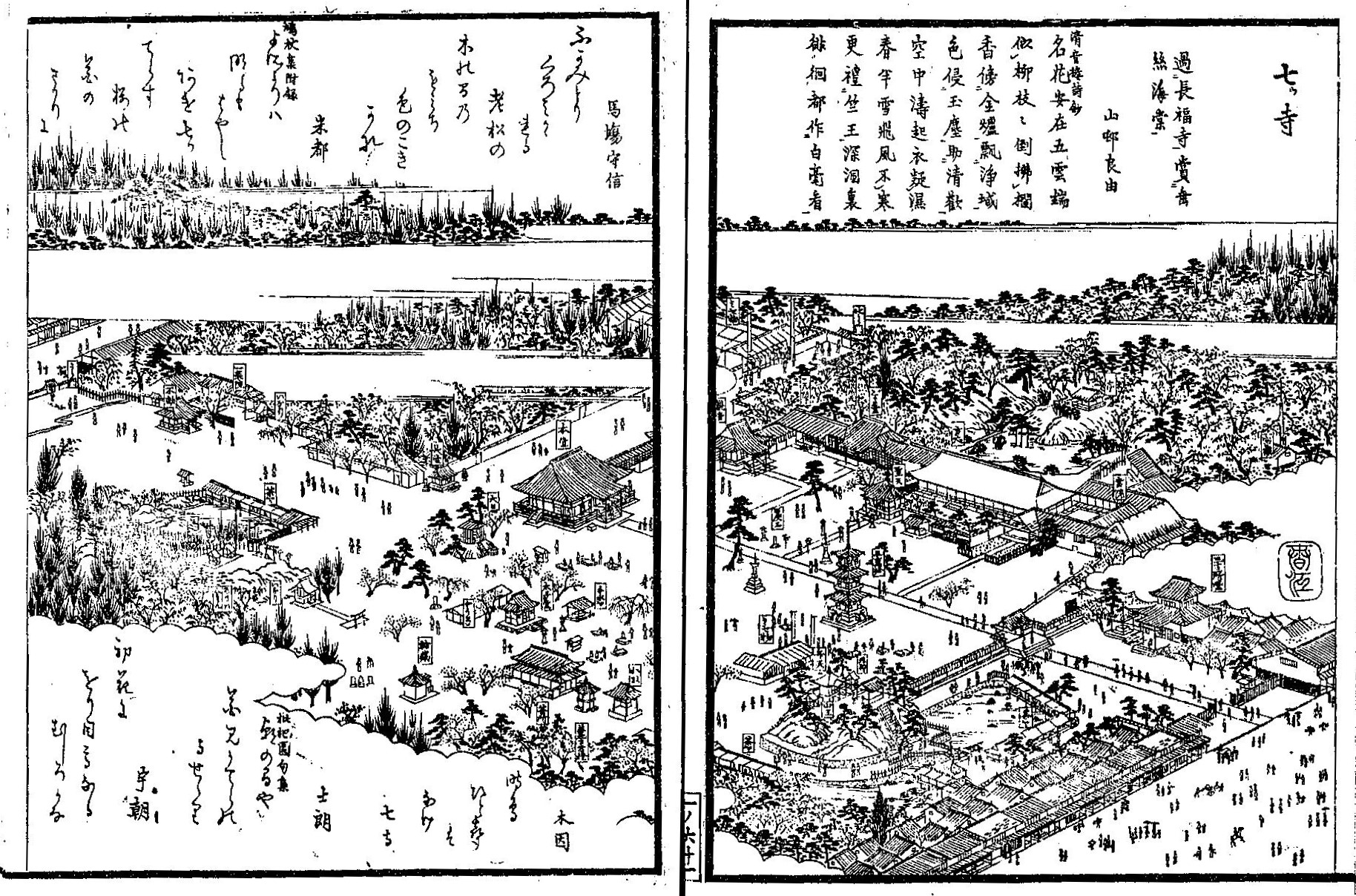
江戸時代末期から明治時代初期に編纂された『尾張名所図会 前編 巻1 愛智郡』の「七ツ寺」

- 大日如来坐像 - 寛政年間（1789年～1801年）鋳造と伝わる銅像[3]。1945年（昭和20年）3月19日の名古屋大空襲の被害を被っており、継ぎ接ぎが目立つ。
- 経蔵 - 1895年（明治28年）竣工とされる[4]。

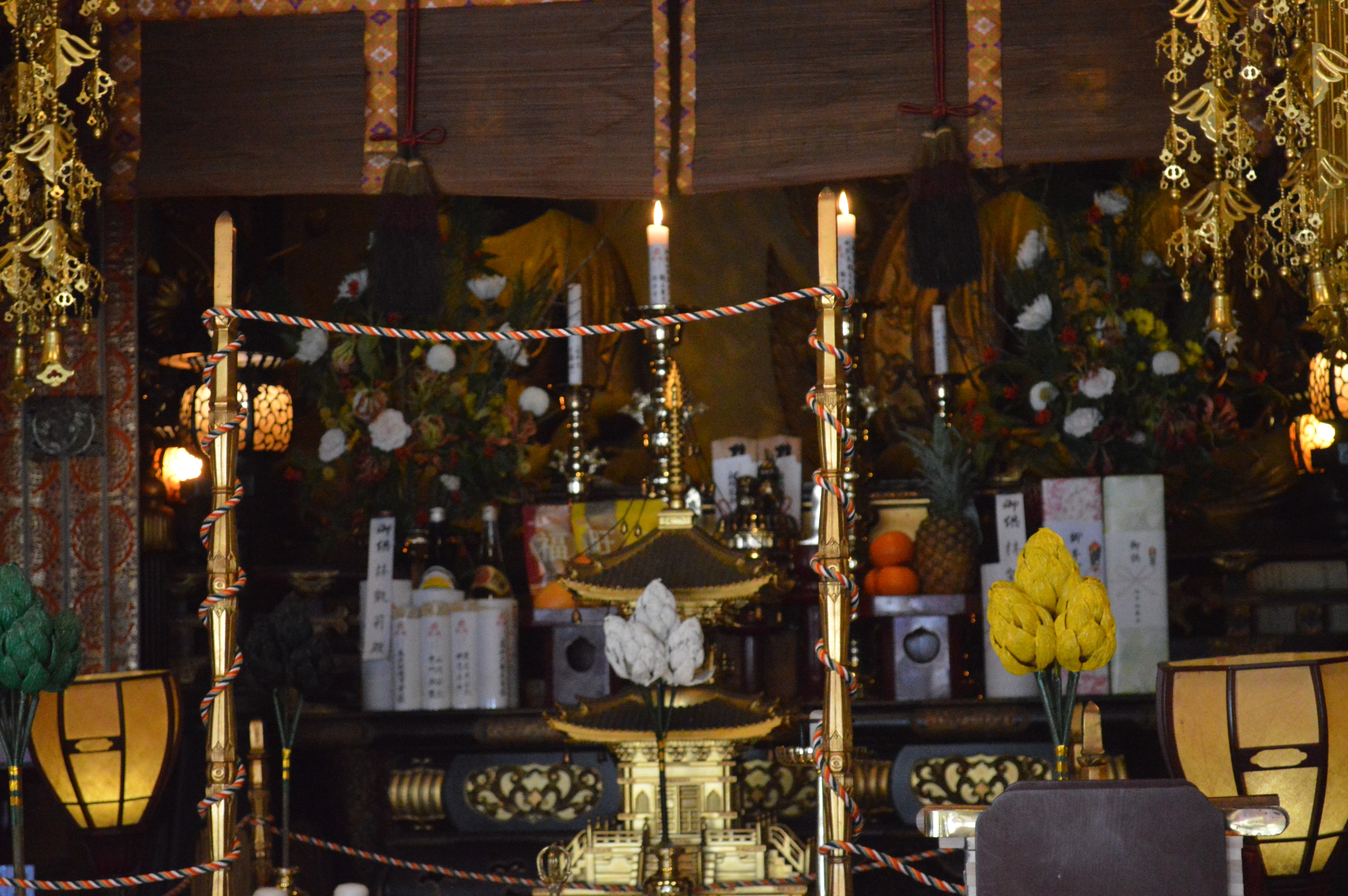
観音菩薩と勢至菩薩
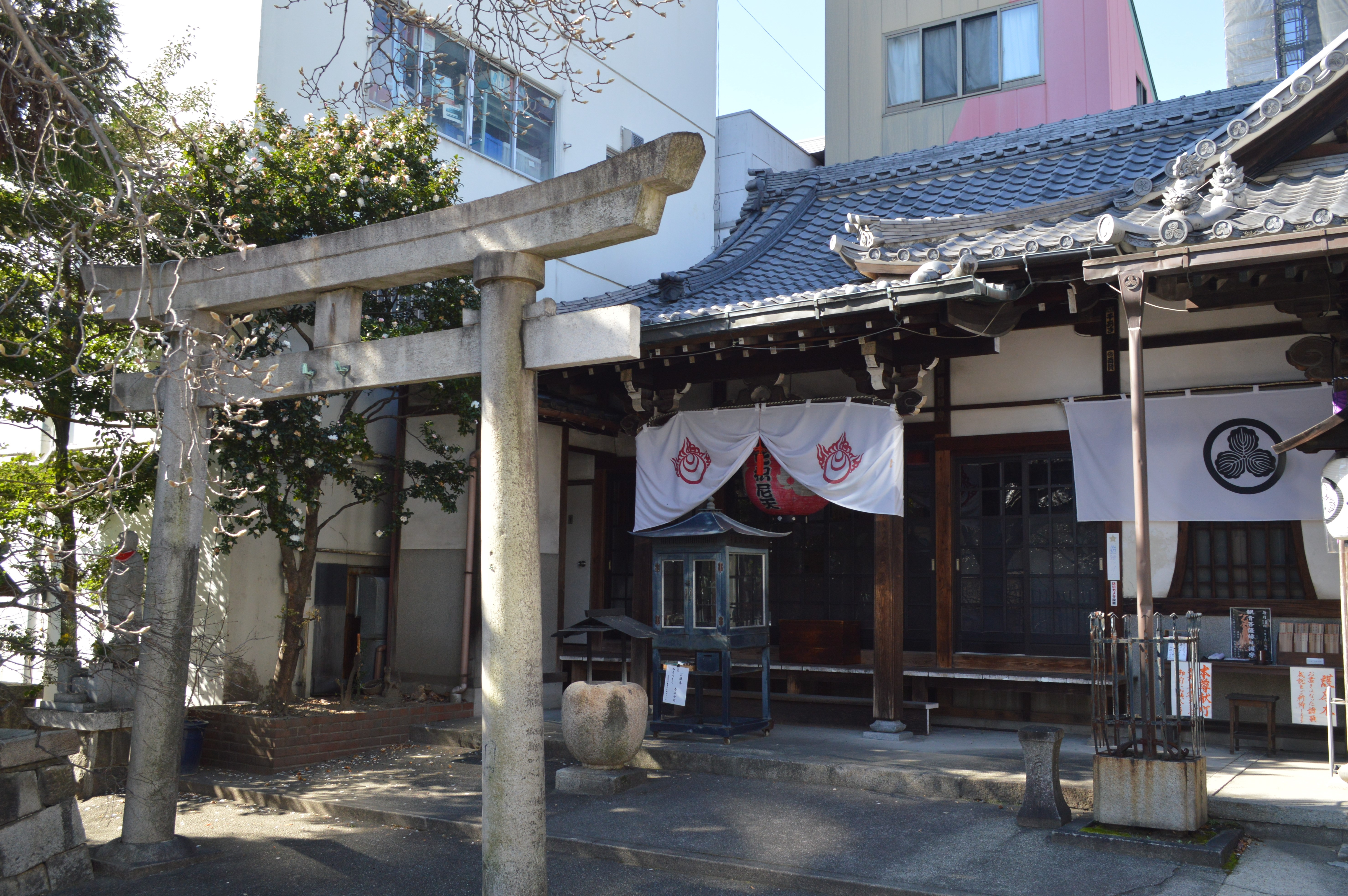
吒枳尼天堂
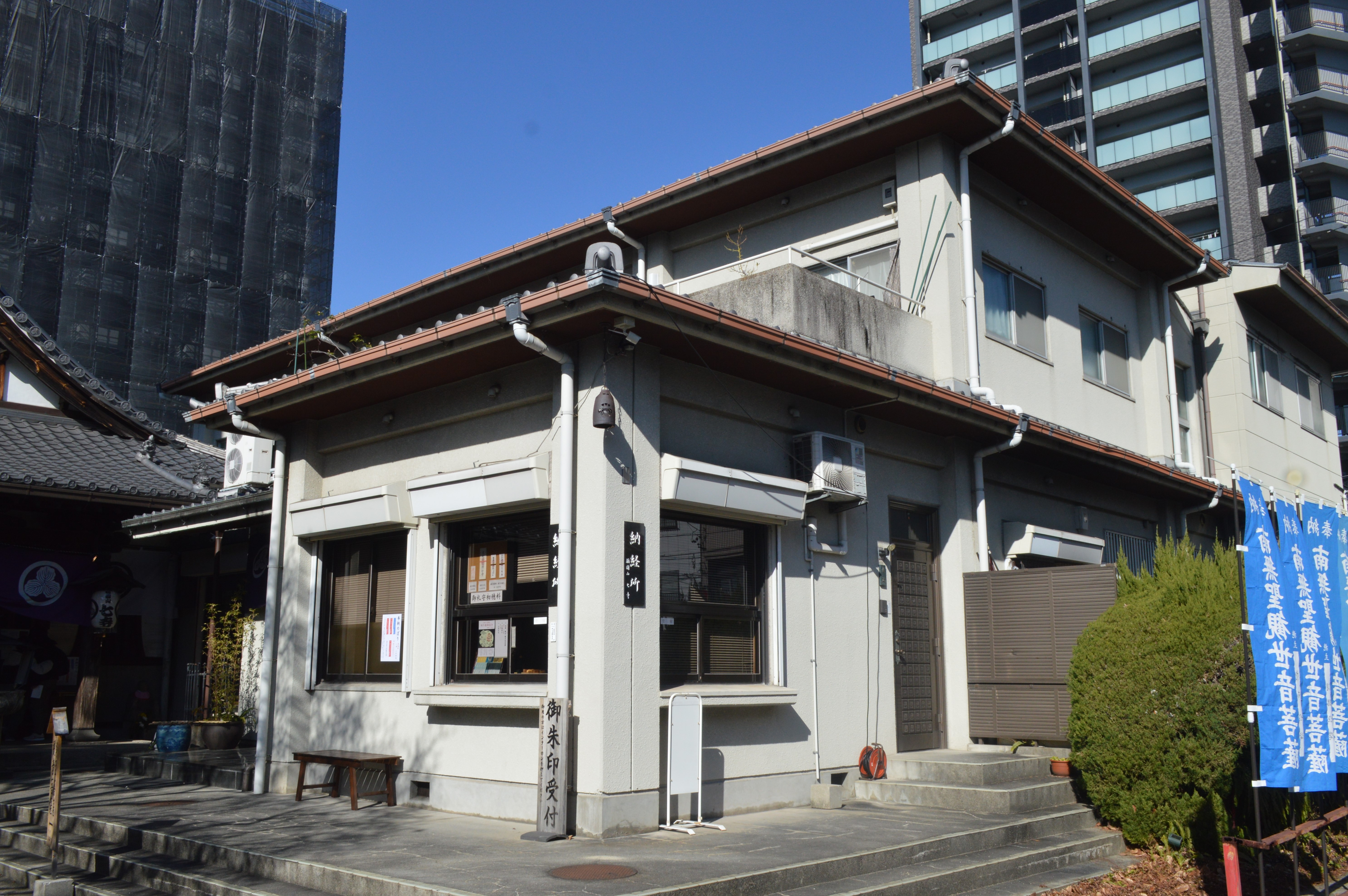
庫裏
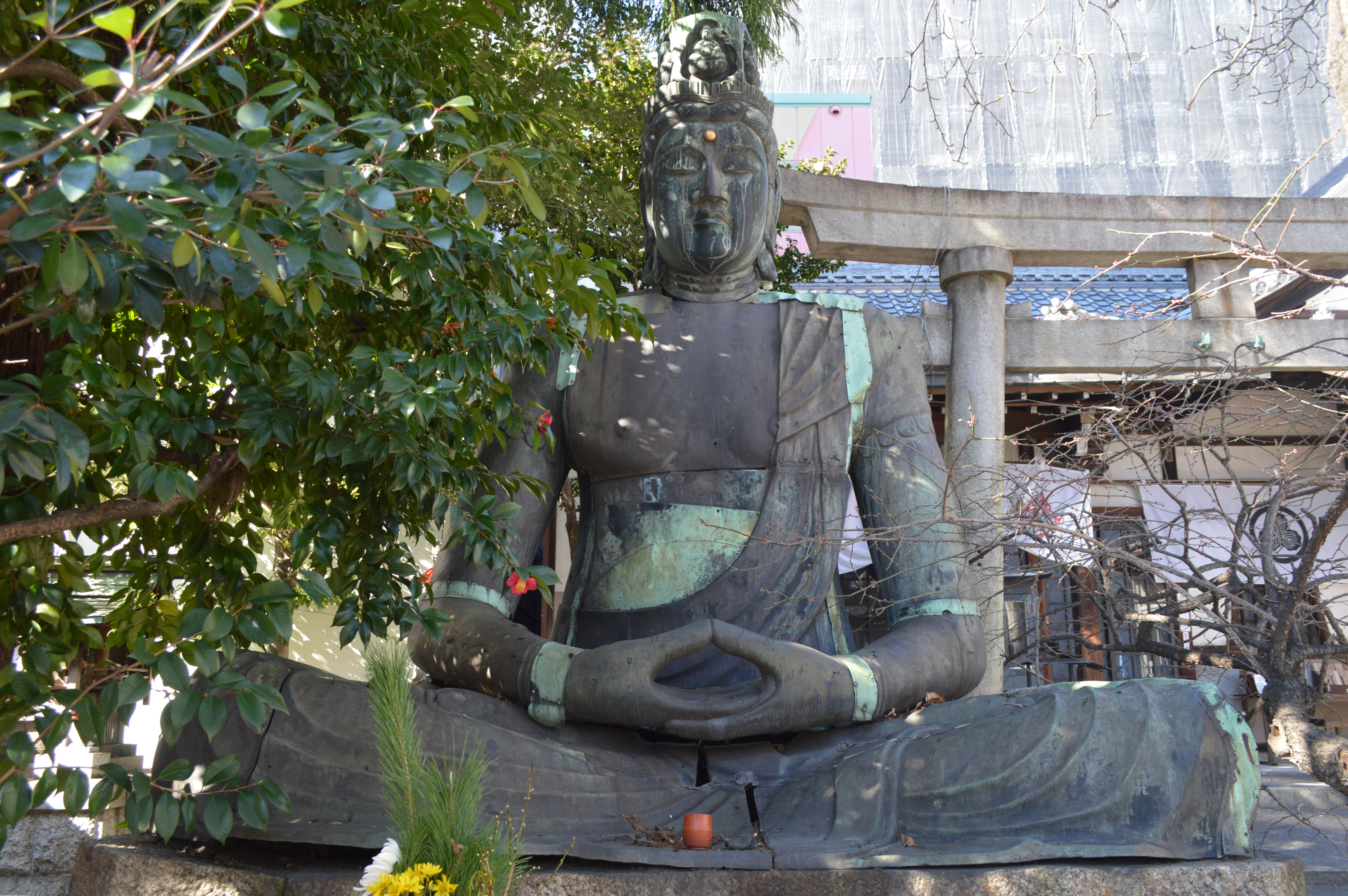
大日如来坐像
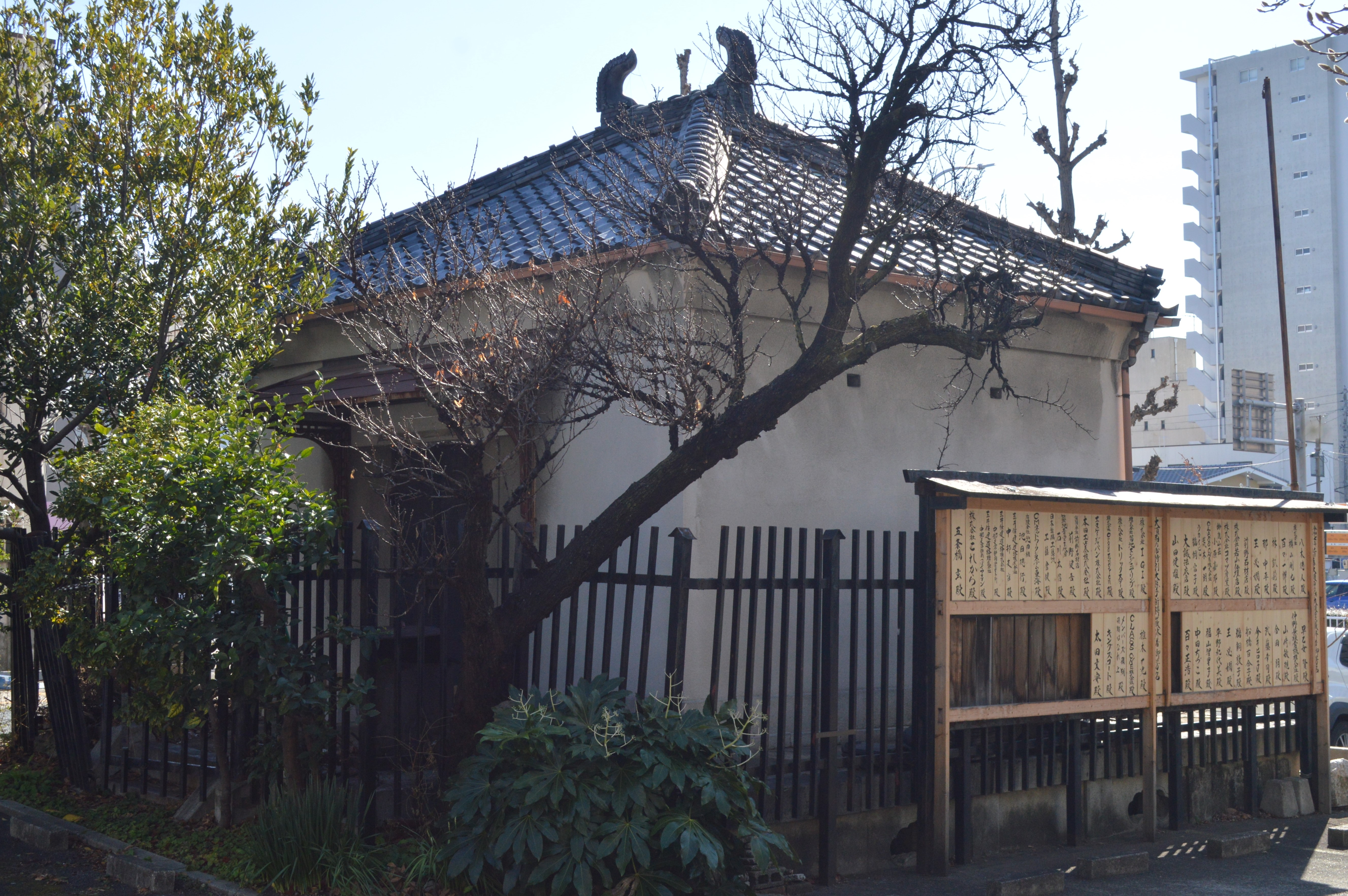
経蔵

## 文化財

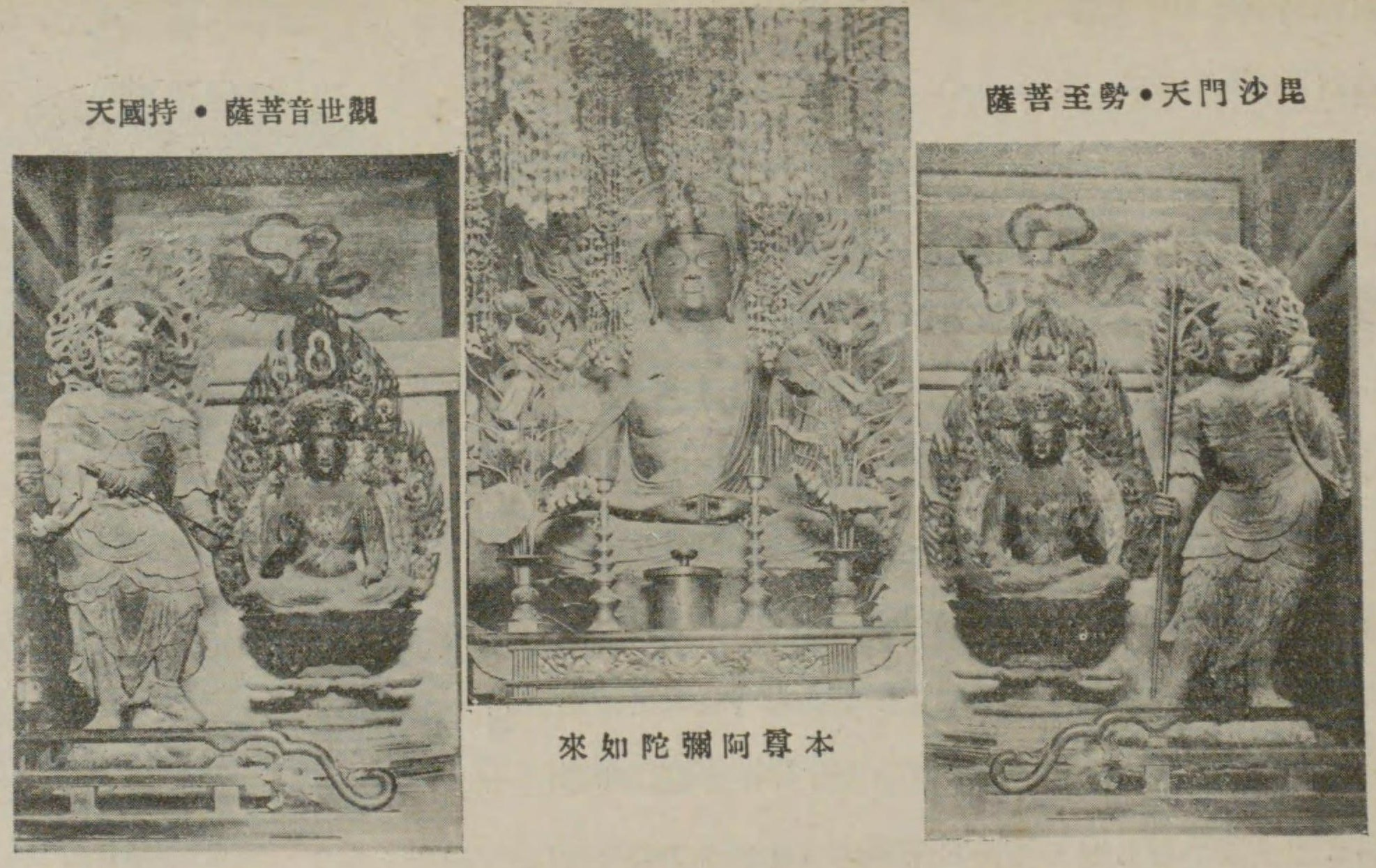
戦前の阿弥陀三尊・持国天・毘沙門天像（観音菩薩・勢至菩薩・勢至菩薩光背以外焼失）

### 重要文化財
- 木造観音菩薩及勢至菩薩坐像[5] - 平安時代後期作。もとの本堂本尊・阿弥陀如来坐像の両脇侍だったもの。1904年（明治37年）8月29日に「阿弥陀三尊像」として旧国宝に指定されたが、1945年（昭和20年）3月19日の名古屋大空襲で本堂（旧国宝）と本尊の阿弥陀如来像は焼失、かろうじて観音菩薩像・勢至菩薩像の本体と勢至菩薩像の光背のみが搬出されて焼失をまぬがれた。この時の空襲では本堂内にあった木造持国天・毘沙門天像（旧国宝）も焼失した。1950年（昭和25年）に重要文化財に指定された。
- 七寺一切経（ななつでらいっさいきょう） 3,398巻 1,556帖・黒漆一切経唐櫃（中蓋・内箱共） 30合[6]

## 年中行事
- 1月1日 - 新春元朝護摩祈祷会
- 旧2月初午 - 初午大祭大般若祈祷会
- 春分の日 - 春季彼岸法要
- 8月19日 - 盂蘭盆施餓鬼会
- 秋分の日 - 秋季彼岸法要
- 11月酉の日 - 大須酉の市
- 毎月18日 - 観世音菩薩御縁日

## 札所
- 東海三十六不動尊第9番
- 名古屋二十一大師第2番